# Procryptocerus hylaeus
Procryptocerus hylaeus är en myrart som beskrevs av Kempf 1951. Procryptocerus hylaeus ingår i släktet Procryptocerus och familjen myror. Inga underarter finns listade i Catalogue of Life.

## Bildgalleri

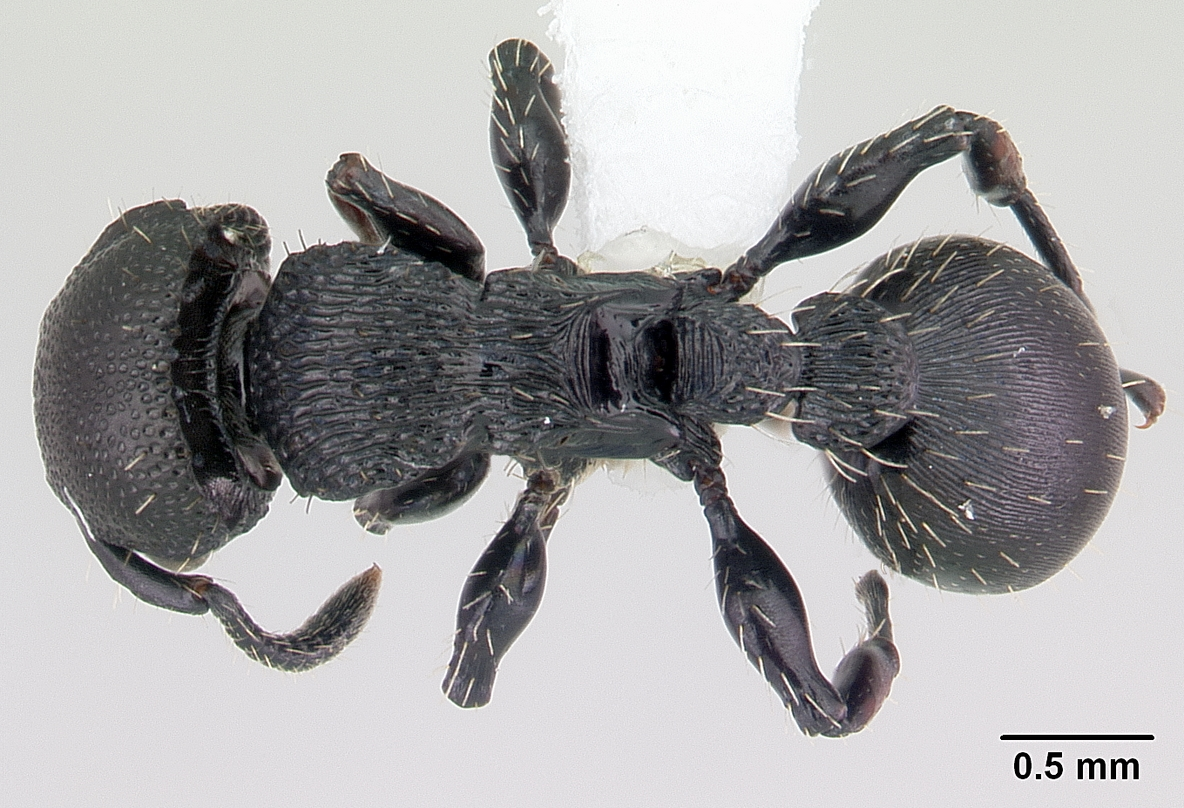
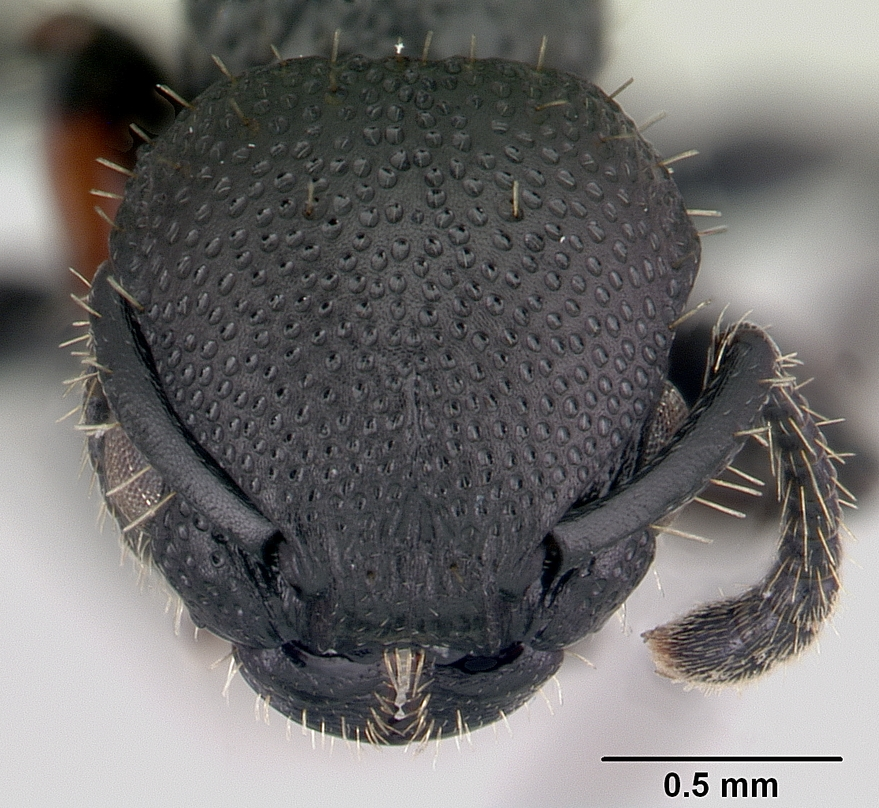
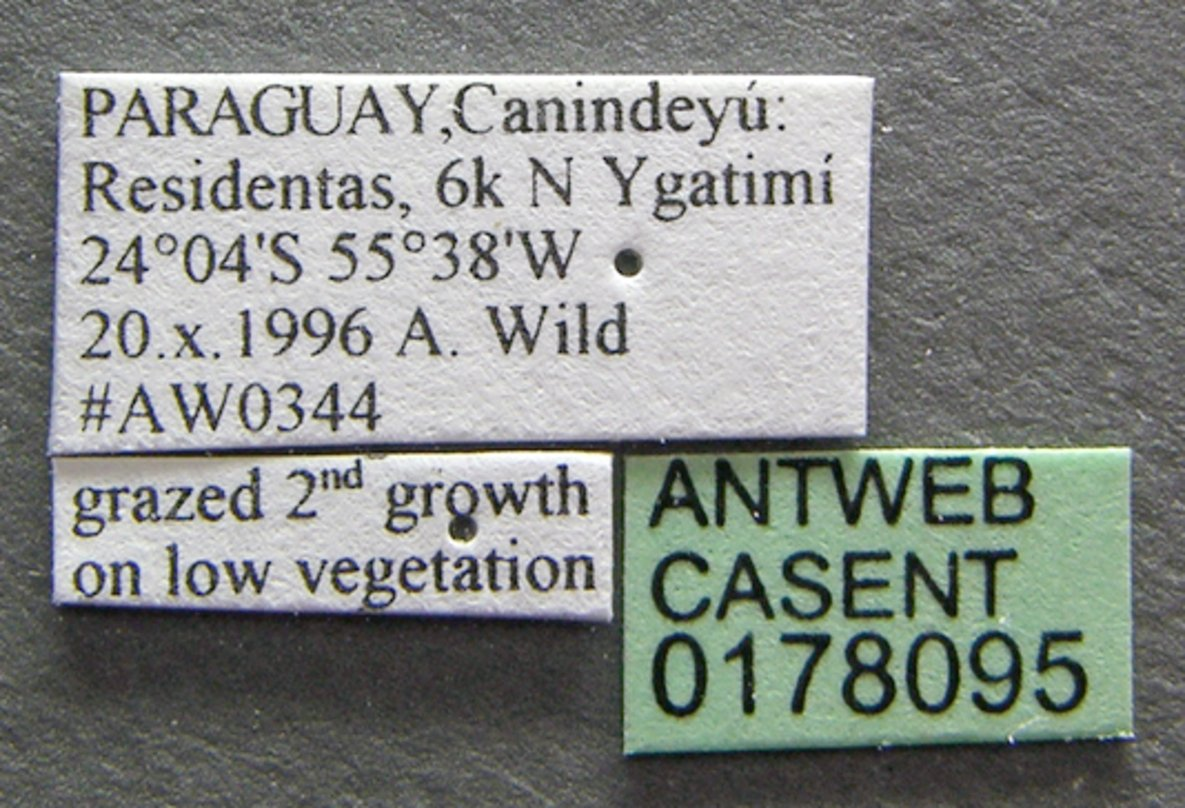
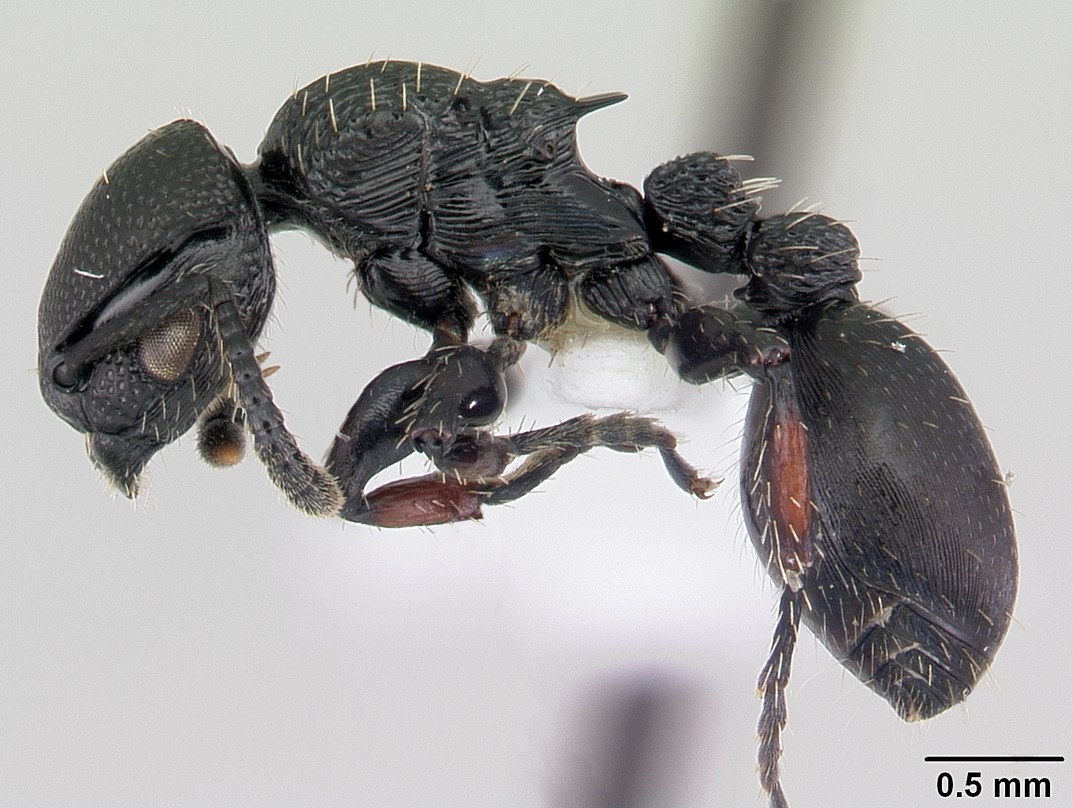